# Liste der höchsten Bauwerke in Europa
Diese Liste gibt einen Überblick über die höchsten Bauwerke in Europa und führt auch nach Kategorien sortiert die höchsten entsprechenden Strukturen auf.

## Höchste Bauwerke allgemein
Auflistung der höchsten Bauwerke in Europa, unabhängig von Bauweise und Verwendungszweck.
| Name                                         | Bauwerkstyp                                             | Nutzung                       | Höhe    | Baujahr   | Land                   | Ort                           | Bemerkung |
| -------------------------------------------- | ------------------------------------------------------- | ----------------------------- | ------- | --------- | ---------------------- | ----------------------------- | --- |
| Ostankino-Turm                               | Betonturm                                               | Aussichtsturm, UKW-/TV-Sender | 537 m   | 1967      | Russland               | Moskau                        | |
| Troll A                                      | Bohrinsel                                               | Gasförderung                  | 472 m   | 1996      | Norwegen               | Nordsee                       | 303 Meter liegen unter der Meeresoberfläche |
| Lachta-Zentrum                               | Wolkenkratzer                                           | gemischte Nutzung             | 462 m   | 2018      | Russland               | Sankt Petersburg              | Höchster Wolkenkratzer Europas |
| Tschaika-Sendemast Inta                      | Abgespannter Stahlfachwerkmast                          | Langwellensender              | 460 m   | 1958      | Russland               | Inta                          | |
| Zentralmast Längstwellensender Imeretinskaja | Abgespannter Stahlfachwerkmast, Schirmantenne 13 Masten | Langwellensender              | 425 m   | ?         | Russland               | Martanskaja                   | 44° 46′ 25″ N, 39° 32′ 50,3″ O |
| Sendemast Gufuskálar                         | Abgespannter Stahlfachwerkmast                          | Langwellensender              | 412 m   | 1963      | Island                 | Hellissandur                  | Wurde bis Mitte der 90er Jahre für LORAN-C genutzt, gegen Erde isoliert |
| Sender Belmont                               | Abgespannter Stahlrohrmast                              | UKW-/TV-Sender                | 385 m   | 1965      | Vereinigtes Königreich | Donington on Bain             | Höchstes Bauwerk im Vereinigten Königreich |
| Fernsehturm Kiew                             | Freistehender Stahlfachwerkturm                         | UKW-/TV-Sender                | 385 m   | 1973      | Ukraine                | Kiew                          | Höchster Stahlfachwerkturm der Welt |
| Gullfaks C                                   | Bohrinsel                                               | Ölförderung                   | 380 m   | 1990      | Norwegen               | Nordsee                       | 217 Meter liegen unter der Meeresoberfläche |
| Federazija Wostok                            | Wolkenkratzer                                           | Büro                          | 374 m   | 2017      | Russland               | Moskau                        | |
| Gerbrandytoren                               | Hybridturm                                              | UKW-/TV-Sender                | 372 m   | 1961      | Niederlande            | Lopik                         | Ursprüngliche Gesamthöhe: 382,5 Meter, 1987 Reduzierung der Turmhöhe auf 375 Meter, 2007 Reduzierung der Turmhöhe auf 372 Meter |
| Torreta de Guardamar                         | Abgespannter Stahlfachwerkmast                          | Langwellensender              | 370 m   | 1962      | Spanien                | Guardamar del Segura          | Sendemast der Spanischen Marine |
| Fernsehturm Riga                             | Betonturm                                               | Aussichtsturm, UKW-/TV-Sender | 368,5 m | 1987      | Lettland               | Riga                          | |
| Berliner Fernsehturm                         | Betonturm                                               | Aussichtsturm, UKW-/TV-Sender | 368 m   | 1969      | Deutschland            | Berlin                        | Höchstes Bauwerk in Deutschland |
| Sendemast Skelton                            | Abgespannter Stahlfachwerkmast                          | Längstwellensender            | 365 m   | 2001      | Großbrit.              | Skelton                       | Gegen Erde isoliert |
| Schornstein von Trbovlje                     | Betonturm                                               | Schornstein                   | 360 m   | 1976      | Slowenien              | Trbovlje                      | Höchster Schornstein Europas |
| Sendemast Olsztyn-Pieczewo                   | Abgespannter Stahlfachwerkmast                          | UKW-/TV-Sender                | 360 m   | 1969      | Polen                  | Olsztyn                       | |
| Sendemast Tambow                             | Abgespannter Stahlfachwerkmast                          | UKW-/TV-Sender                | 360 m   | 1991      | Russland               | Tambow                        | |
| Sendemast Donezk                             | Abgespannter Stahlfachwerkmast                          | UKW-/TV-Sender                | 360 m   | 1992      | Ukraine                | Donezk                        | |
| Sendemast Nowosokolniki                      | Abgespannter Stahlfachwerkmast                          | UKW-/TV-Sender                | 360 m   | 1995      | Russland               | Nowosokolniki                 | |
| Sendemast Ingoy                              | Abgespannter Stahlfachwerkmast                          | Langwellensender              | 360 m   | 2000      | Norwegen               | Ingøy                         | Geerdet und obengespeist |
| Neuer Langwellensendemast Zehlendorf         | Abgespannter Stahlfachwerkmast                          | Langwellen-/UKW-Sender        | 359,7 m | 1979      | Deutschland            | Oranienburg                   | Abgespannter, geerdeter Stahlfachwerkmast. Träger einer Reusenantenne für einen Langwellensender (Frequenz: 177 kHz). Ersetzte den am 18. Mai 1978 bei einer Flugzeugkollision zerstörten alten Langwellensendemast Zehlendorf                        |
| Endesa Termic                                | Betonturm                                               | Schornstein                   | 356 m   | 1974      | Spanien                | As Pontes de Garcia Rodriguez | |
| Sendemast Kosztowy                           | Abgespannter Stahlfachwerkmast                          | UKW-/TV-Sender                | 355 m   | 1976      | Polen                  | Kosztowy                      | |
| RKS Liblice 2                                | 2 abgespannte Stahlfachwerkmasten                       | Mittelwellensender            | 355 m   | 1980      | Tschechien             | Liblice                       | Höchste Sendeantenne für Mittelwelle |
| Sendemast Strășeni                           | Abgespannter Stahlfachwerkmast                          | UKW-/TV-Sender                | 355 m   | 1988      | Moldau                 | Rajon Strășeni                | |
| Sendemast Lipezk                             | Abgespannter Stahlfachwerkmast                          | UKW-/TV-Sender                | 354,6 m | 1991      | Russland               | Lipezk                        | |
| Sendeturm Winnyzja                           | Abgespannter Stahlrohrmast                              | UKW-/TV-Sender                | 354 m   | 1961      | Ukraine                | Winnyzja                      | |
| Oko Tower 1                                  | Wolkenkratzer                                           | gemischte Nutzung             | 354 m   | 2015      | Russland               | Moskau                        | |
| Langwellensendemast Sosnowi                  | Abgespannter Stahlrohrmast                              | Langwellensender              | 353,5 m | ?         | Belarus                | Sosnowi                       | |
| Marinefunksendestelle Rhauderfehn            | 8 abgespannte Stahlrohrmasten                           | Längstwellensender            | 352,9 m | 1982      | Deutschland            | Saterland                     | DHO38, gegen Erde isoliert |
| Schornstein der Phoenix-Kupferhütte          | Betonturm                                               | Schornstein                   | 351,5 m | ?         | Rumänien               | Baia Mare                     | |
| Sendemasten Allouis                          | 2 abgespannte Stahlfachwerkmasten                       | Langwellensender              | 350 m   | 1952/1974 | Frankreich             | Allouis                       | Der 1952 errichtete Sendemast wurde 1974 von 308,7 m auf 350 m aufgestockt, im gleichen Jahr wurde ein zweiter Sendemast gleicher Höhe errichtet |
| Sendemasten des Längstwellensender HWU       | Abgespannter Stahlfachwerkmast                          | Längstwellensender            | 350 m   | 1970      | Frankreich             | Rosnay                        | |
| Sendemast Mosolowo                           | Abgespannter Stahlfachwerkmast                          | UKW-/TV-Sender                | 350 m   | 1968      | Russland               | Mosolowo                      | |
| Sendemast Kolodischi                         | Abgespannter Stahlfachwerkmast                          | UKW-/TV-Sender                | 350 m   | 1970      | Belarus                | Minsk                         | |
| Sendemast Lipin Bor                          | Abgespannter Stahlfachwerkmast                          | UKW-/TV-Sender                | 350 m   | 1970      | Russland               | Lipin Bor                     | |
| Sendemast Selischarowo                       | Abgespannter Stahlfachwerkmast                          | UKW-/TV-Sender                | 350 m   | 1971      | Russland               | Selischarowo                  | |
| Sendemast Pinerowka                          | Abgespannter Stahlfachwerkmast                          | UKW-/TV-Sender                | 350 m   | 1971      | Russland               | Pinerowka                     | |
| Sendemast Uschachi                           | Abgespannter Stahlfachwerkmast                          | UKW-/TV-Sender                | 350 m   | 1974      | Belarus                | Uschachi                      | |
| Sendemast Jerschow                           | Abgespannter Stahlfachwerkmast                          | UKW-/TV-Sender                | 350 m   | 1974      | Russland               | Jerschow                      | |
| Sendemast Tula                               | Abgespannter Stahlfachwerkmast                          | UKW-/TV-Sender                | 350 m   | 1975/76   | Russland               | Tula                          | |
| Sendemast Nowobikowo                         | Abgespannter Stahlfachwerkmast                          | UKW-/TV-Sender                | 350 m   | 1977      | Russland               | Wladimir                      | |
| Sendemast Rodniki                            | Abgespannter Stahlfachwerkmast                          | UKW-/TV-Sender                | 350 m   | 1977      | Russland               | Rodniki                       | |
| Sendemast Wolga                              | Abgespannter Stahlfachwerkmast                          | UKW-/TV-Sender                | 350 m   | 1978      | Russland               | Rybinsk                       | |
| Sendemast Kanewskaja                         | Abgespannter Stahlfachwerkmast                          | UKW-/TV-Sender                | 350 m   | 1979      | Russland               | Kanewskaja                    | |
| Sendemast Stawropol                          | Abgespannter Stahlfachwerkmast                          | UKW-/TV-Sender                | 350 m   | 1979      | Russland               | Stawropol                     | |
| Sendemast Liwny                              | Abgespannter Stahlfachwerkmast                          | UKW-/TV-Sender                | 350 m   | 1979?     | Russland               | Liwny                         | |
| Sendemast Sowetski                           | Abgespannter Stahlfachwerkmast                          | UKW-/TV-Sender                | 350 m   | 1984      | Russland               | Sowetski                      | |
| Sendemast Smogiri                            | Abgespannter Stahlfachwerkmast                          | UKW-/TV-Sender                | 350 m   | 1986      | Russland               | Smolensk                      | |
| Sendemast Waraksino                          | Abgespannter Stahlfachwerkmast                          | UKW-/TV-Sender                | 350 m   | 1988      | Russland               | Ischewsk                      | |
| Sendemast Ziwilsk                            | Abgespannter Stahlfachwerkmast                          | UKW-/TV-Sender                | 350 m   | 1990      | Russland               | Ziwilsk                       | |
| Sendemast Galitsch                           | Abgespannter Stahlfachwerkmast                          | UKW-/TV-Sender                | 350 m   | 1991      | Russland               | Galitsch                      | |
| Sendemast Polykowischi                       | Abgespannter Stahlfachwerkmast                          | UKW-/TV-Sender                | 350 m   | ?         | Belarus                | Mahiljou/Polykowischi         | |
| Sendemast Smetanitschi                       | Abgespannter Stahlfachwerkmast                          | UKW-/TV-Sender                | 350 m   | ?         | Belarus                | Smetanitschi                  | |
| Sendemast Nowaja Strascha                    | Abgespannter Stahlfachwerkmast                          | UKW-/TV-Sender                | 350 m   | ?         | Belarus                | Slonim                        | |
| Höchster Pfeiler des Viaduc de Millau        | Schrägseilbrücke                                        | Straßenverkehr, Autobahn      | 343 m   | 2004      | Frankreich             | Millau                        | Höchste und längste Schrägseilbrücke der Welt |
| Schornstein des Kraftwerks Plomin            | Betonturm                                               | Schornstein                   | 340 m   | 1970      | Kroatien               | Plomin                        | Höchstes Gebäude Kroatiens |
| Mercury City Tower                           | Wolkenkratzer                                           | gemischte Nutzung             | 338 m   | 2012      | Russland               | Moskau                        | Höchstes Bürogebäude in Europa |
| Europaturm Frankfurt am Main                 | Betonturm                                               | Fernmeldeturm                 | 337,5 m | 1979      | Deutschland            | Frankfurt am Main             | Nach Bausubstanz (ohne Antenne) noch vor dem Berliner Fernsehturm das größte freistehende Bauwerk in Deutschland. Die sechs Stockwerke hohe und 59 Meter Durchmesser zählende Kanzel ist die weltweit breiteste und ebenfalls in Deutschland höchste. |

## Wolkenkratzer

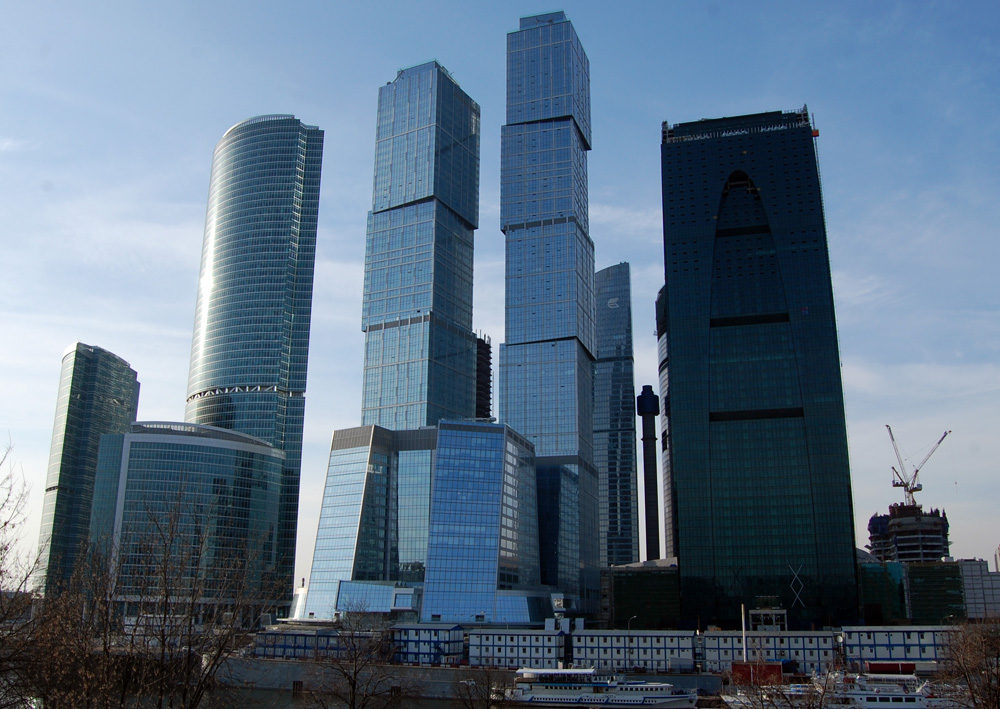
Naberezhnaya Tower C (Links) und die Capital City Towers: Moscow und St. Petersburg (Mitte)

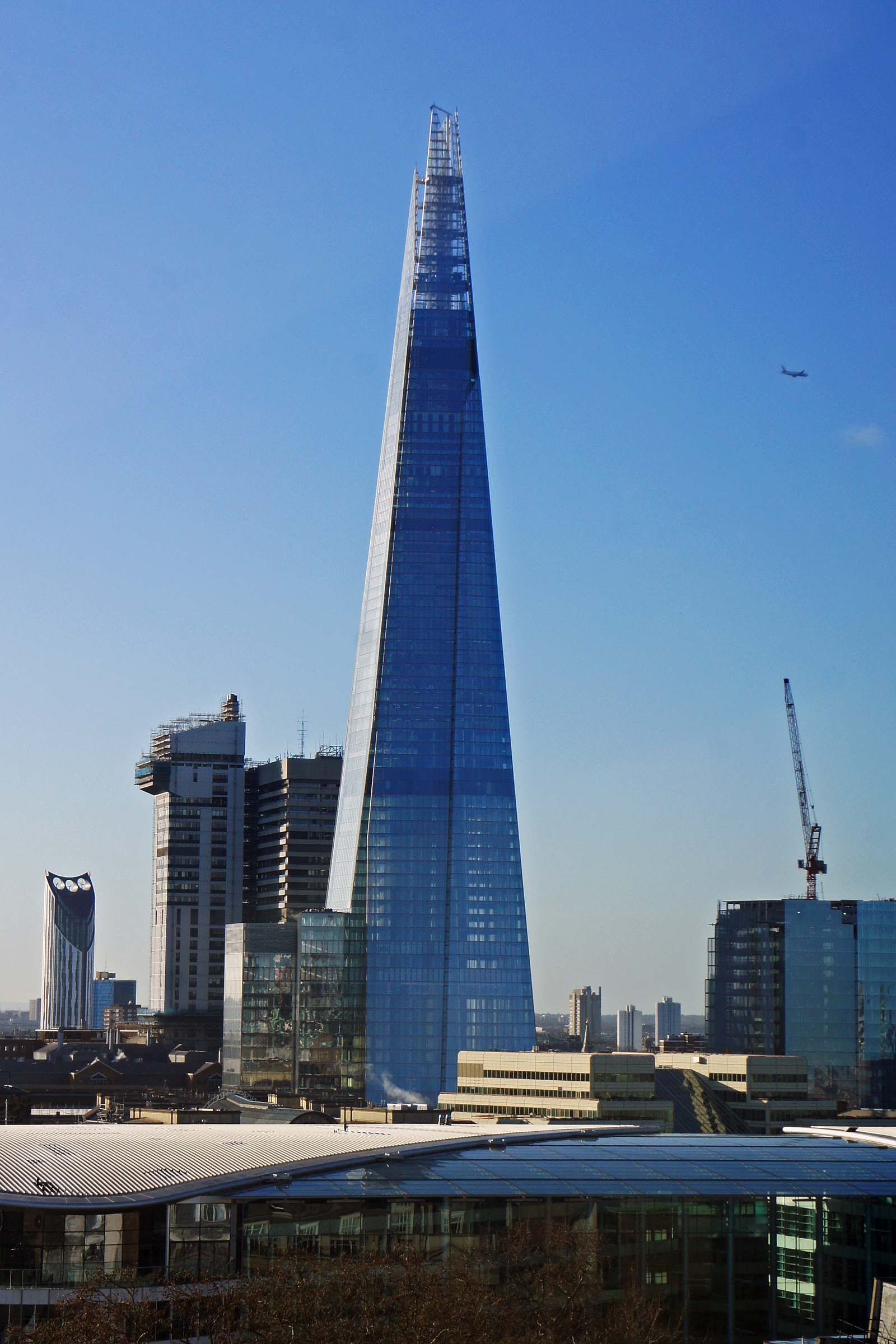
The Shard

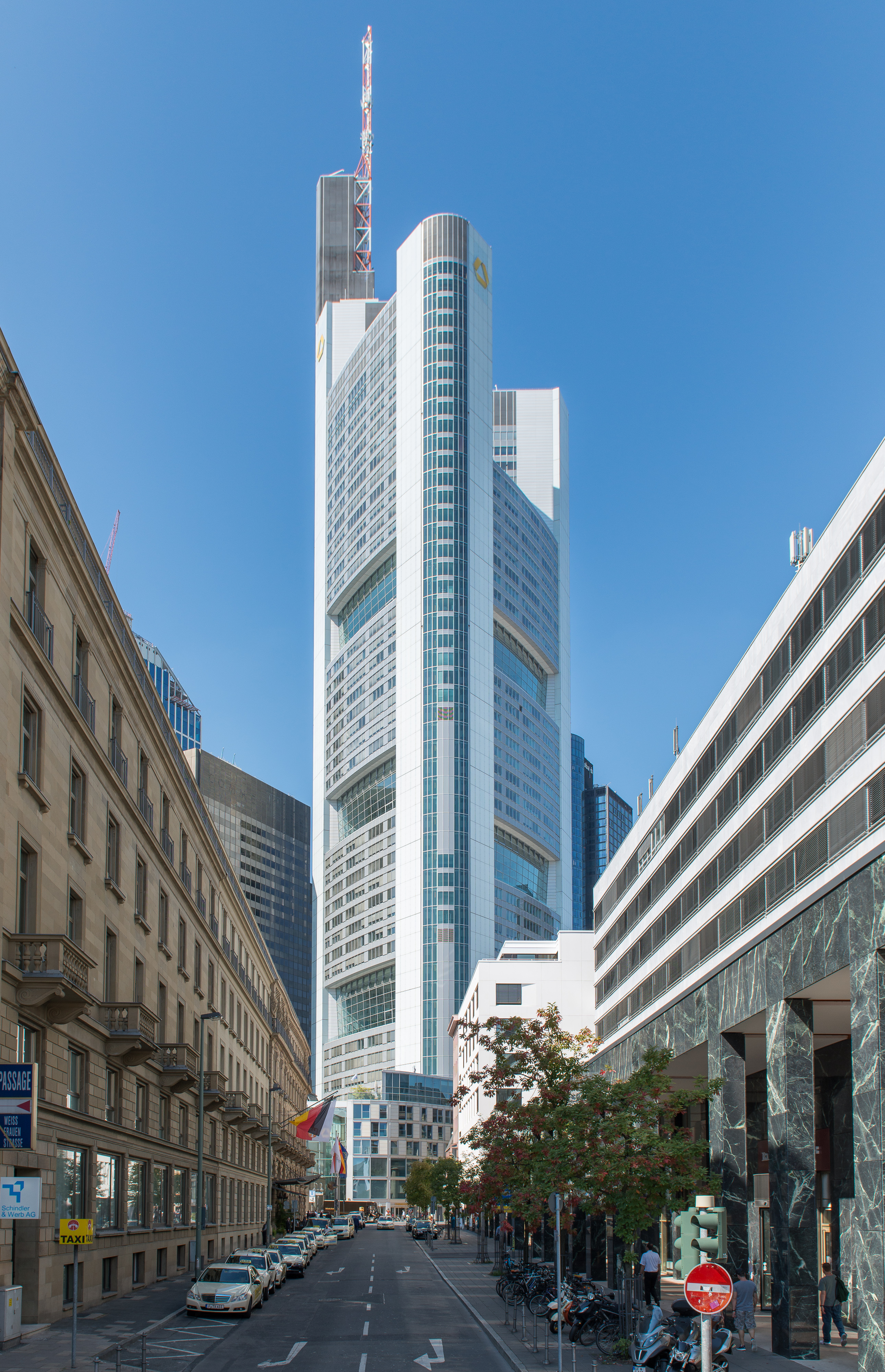
Commerzbank Tower

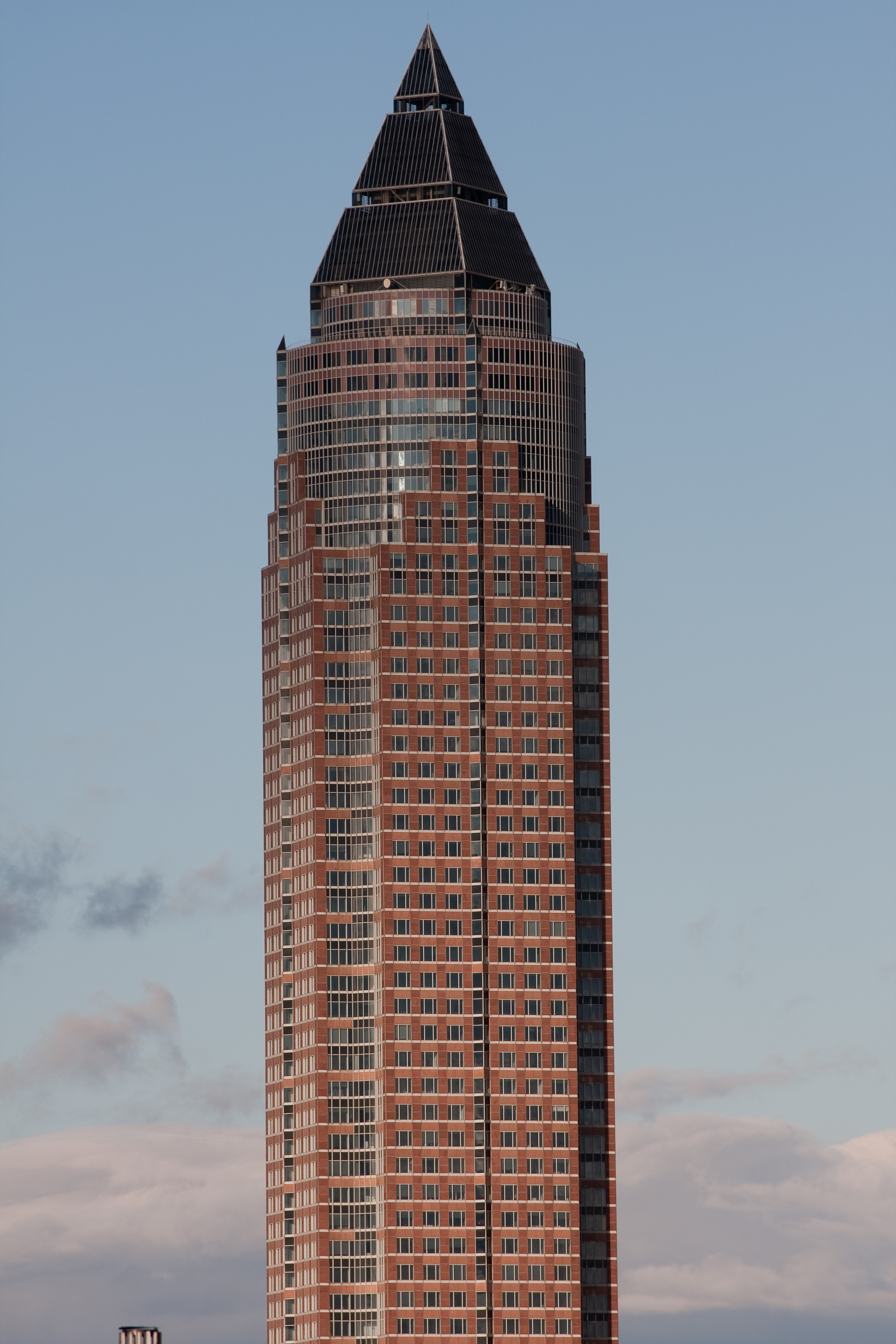
Messeturm

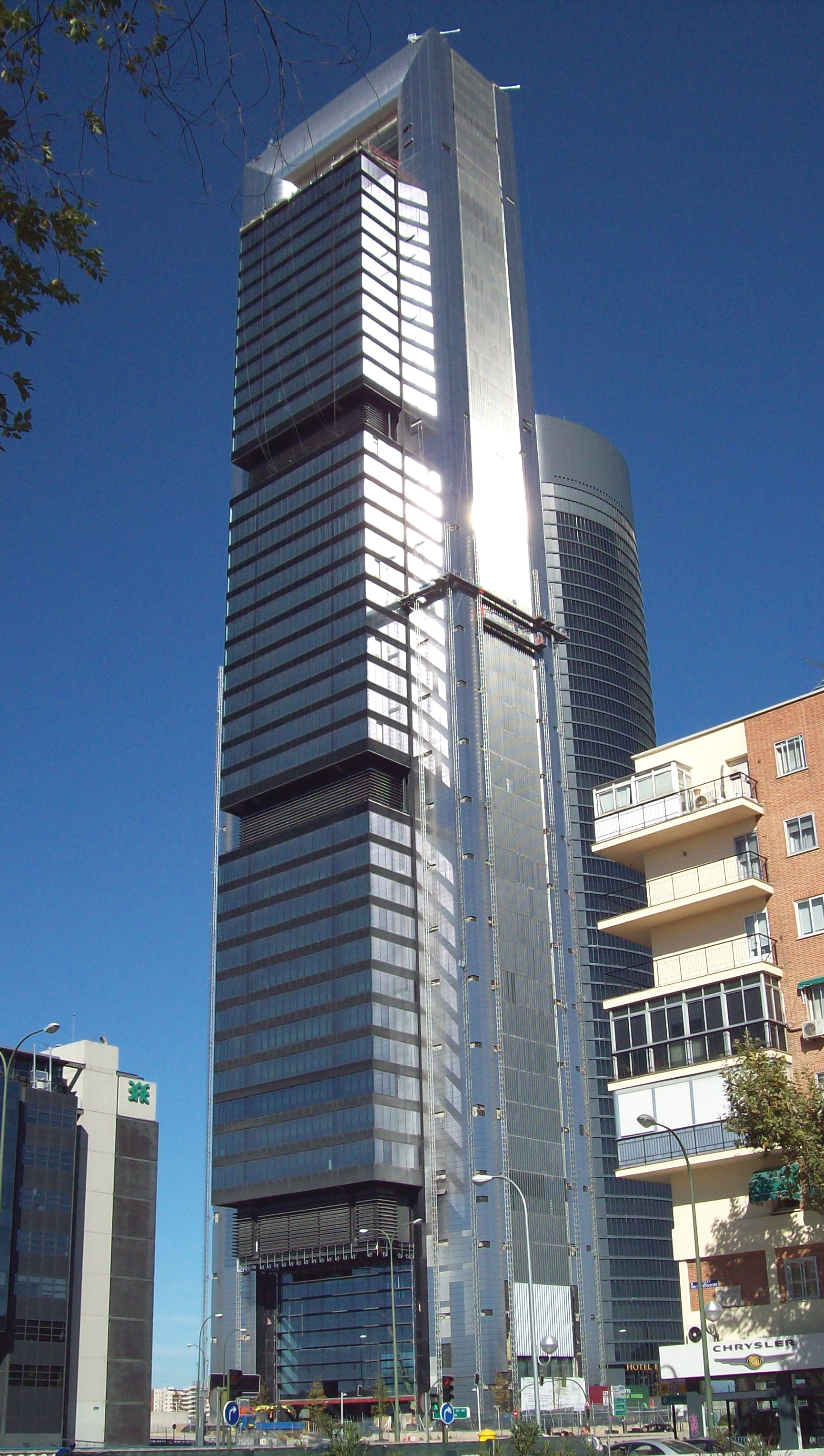
Torre Caja Madrid

DC Towers

Tour First

Im Gegensatz zu Asien und Nordamerika ist der Bau von Wolkenkratzern in europäischen Großstädten relativ unüblich. Aufgrund der in der europäischen Architekturgeschichte (vor allem in der Gotik und im Barock) beliebten vertikalen städtebaulichen Dominanten besitzen zahlreiche europäische Städte eine historische Skyline aus Kirchtürmen und Kuppeln. In solchen Städten (etwa Wien, Prag, Sankt Petersburg, Dresden, Lübeck oder Köln) ist der Bau von Hochhäusern im Zentrum politisch nicht mehrheitsfähig.
Die führende Hochhausstadt Europas ist die russische Hauptstadt Moskau mit zehn Gebäuden ab 200 Meter Höhe, darunter vier der fünf höchsten Gebäude des Kontinents (Oko Tower 1, Mercury City Tower, Capital City Moscow Tower, Naberezhnaya Tower C und Triumph-Palast). Moskau hat in den vergangenen Jahren einen bemerkenswerten Bauboom erlebt, seit Ausbruch der Finanzkrise ab 2007 wurden allerdings einige Projekte gestoppt, etwa der Bau des 612 Meter hohen Russia Towers. Ende 2015 hat der 354 Meter hohe Oko Tower 1 den Mercury City Tower als höchstes Gebäude von Europa abgelöst.
Bis 2004 war Frankfurt am Main die führende Hochhausstadt in Europa. Im deutschen Finanzzentrum gibt es sechs Gebäude ab 200 Meter Höhe; die höchsten sind der Commerzbank Tower und der Messeturm.
Einen Sprung nach vorne hat in den letzten Jahren die spanische Hauptstadt Madrid gemacht: vier Gebäude über 200 Meter wurden vollendet; die höchsten sind der Torre Caja Madrid und der Torre de Cristal.
Die britische Hauptstadt London verfügt derzeit über drei Gebäude ab 200 Meter. Im Juli 2012 wurde der 310 Meter hohe The Shard als damals höchstes Gebäude Europas eingeweiht, konnte diesen Rekord jedoch nur vier Monate lang halten.
Folgende Liste führt nur die Gebäude ab 200 Metern Höhe auf; eine komplette Auflistung ist der Liste der Wolkenkratzer in Europa zu entnehmen.
Die Auflistung erfolgt nach der strukturellen Höhe, d. h., Aufbauten wie Masten und Spitzen zählen zur offiziellen Gebäudehöhe, wenn diese als Teil der Gebäudekonstruktion angesehen werden, nicht jedoch, wenn es sich um Antennen handelt, da diese leicht verändert werden können. Regeln für die Bewertung hoher Gebäude werden durch die Council on Tall Buildings and Urban Habitat in Chicago aufgestellt und überwacht. Die meisten hier aufgeführten Daten sind der Hochhaus-Datenbank von Emporis entnommen.
| Nr. | Name                           | Strukturelle Höhe in Metern | Gesamthöhe in Metern | Etagen | Eröffnung | Stadt             | Land                   |
| --- | ------------------------------ | --------------------------- | -------------------- | ------ | --------- | ----------------- | ---------------------- |
| 1   | Lachta-Zentrum                 | 462                         | 462                  | 87     | 2018      | St. Petersburg    | Russland               |
| 2   | Federazija (Wostok)            | 374                         | 374                  | 95     | 2017      | Moskau            | Russland               |
| 3   | Oko Tower 1                    | 354                         | 354                  | 91     | 2015      | Moskau            | Russland               |
| 4   | Mercury City Tower             | 338                         | 338                  | 75     | 2012      | Moskau            | Russland               |
| 5   | Eurasia Tower                  | 308,9                       | 308,9                | 72     | 2015      | Moskau            | Russland               |
| 6   | The Shard                      | 306                         | 310                  | 87     | 2012      | London            | Vereinigtes Königreich |
| 7   | Gorod Stoliz (Moskwa)          | 301,6                       | 301,6                | 76     | 2010      | Moskau            | Russland               |
| 8   | 22 Bishopsgate                 | 278                         | 278                  | 62     | 2020      | London            | Vereinigtes Königreich |
| 8   | Naberezhnaya Tower C           | 268,4                       |                      | 59     | 2007      | Moskau            | Russland               |
| 9   | Triumph-Palast                 | 264,3                       |                      | 54     | 2004      | Moskau            | Russland               |
| 10  | Sapphire of Istanbul           | 261,0                       |                      | 54     | 2010      | Istanbul          | Türkei                 |
| 11  | Commerzbank Tower              | 259,0                       | 300                  | 58     | 1997      | Frankfurt am Main | Deutschland            |
| 12  | Gorod Stoliz (Sankt-Peterburg) | 256,9                       |                      | 65     | 2010      | Moskau            | Russland               |
| 13  | Messeturm                      | 256,6                       |                      | 64     | 1990      | Frankfurt am Main | Deutschland            |
| 14  | Torre Cepsa                    | 249,9                       |                      | 45     | 2008      | Madrid            | Spanien                |
| 15  | Torre de Cristal               | 249,0                       |                      | 45     | 2008      | Madrid            | Spanien                |
| 16  | Karlatornet                    | 246,0                       |                      | 76     | 2023      | Göteborg          | Schweden               |
| 17  | Federazija (Sapad)             | 243                         |                      | 62     | 2008      | Moskau            | Russland               |
| 18  | Lomonossow-Universität         | 240,0                       |                      | 36     | 1953      | Moskau            | Russland               |
| 19  | Imperia Tower                  | 238,7                       | 239                  | 60     | 2010      | Moskau            | Russland               |
| 20  | Torre PwC                      | 236,0                       |                      | 52     | 2008      | Madrid            | Spanien                |
| 21  | One Canada Square              | 235,1                       | 240                  | 50     | 1991      | London            | Vereinigtes Königreich |
| 22  | Kulturpalast                   | 230,7                       | 237                  | 43     | 1956      | Warschau          | Polen                  |
| 23  | Varso Tower                    | 230                         | 310                  | 53     | 2022      | Warschau          | Polen                  |
| 24  | Tour First                     | 225,1                       | 231                  | 56     | 2011      | Courbevoie        | Frankreich             |
| 25  | 122 Leadenhall Street          | 225                         |                      | 48     | 2014      | London            | Vereinigtes Königreich |
| 26  | Torre Espacio                  | 224,2                       | 236                  | 56     | 2008      | Madrid            | Spanien                |
| 27  | DC Towers                      | 220,0                       | 250                  | 60     | 2014      | Wien              | Österreich             |
| 28  | Warsaw Spire                   | 220,0                       |                      | 54     | 2016      | Warschau          | Polen                  |
| 29  | Tour Hekla                     | 220                         |                      | 51     | 2022      | Puteaux bei Paris | Frankreich             |
| 30  | Dom na Mosfilmowskoj 1         | 213,3                       |                      | 53     | 2011      | Moskau            | Russland               |
| 31  | Tour Montparnasse              | 210,0                       |                      | 60     | 1972      | Paris             | Frankreich             |
| 32  | Torre Allianz                  | 209,0                       | 249                  | 50     | 2015      | Mailand           | Italien                |
| 33  | Westendstraße 1                | 208,0                       |                      | 53     | 1993      | Frankfurt am Main | Deutschland            |
| 34  | Sky Tower                      | 205,8                       | 212                  | 50     | 2012      | Breslau           | Polen                  |
| 35  | Roche-Turm (Bau 2)             | 205                         |                      | 50     | 2022      | Basel             | Schweiz                |
| 36  | Zalmhaventoren                 | 203,0                       | 215                  | 62     | 2022      | Rotterdam         | Niederlande            |
| 37  | Heron Tower                    | 202,0                       | 230                  | 46     | 2011      | London            | Vereinigtes Königreich |
| 38  | Millennium Tower Wien          | 202,0                       | 202                  | 51     | 1999      | Wien              | Österreich             |
| 39  | Main Tower                     | 200,0                       | 240                  | 55     | 1999      | Frankfurt am Main | Deutschland            |
| 40  | Tower 185                      | 200                         | 200                  | 51     | 2011      | Frankfurt am Main | Deutschland            |
| 41  | Warsaw Trade Tower             | 184                         | 208                  | 46     | 1999      | Warschau          | Polen                  |

### Höchste Wolkenkratzer ihrer Zeit in Europa
| Zeit      | Name                                 | Höhe bis zum Dach in Metern | Totale Höhe in Metern | Etagen | Stadt             | Land                   |
| --------- | ------------------------------------ | --------------------------- | --------------------- | ------ | ----------------- | ---------------------- |
| seit 2018 | Lachta-Zentrum                       | 462                         | 462                   | 87     | St. Petersburg    | Russland               |
| 2017–2018 | Federazija Wostok                    | 374                         | 374                   | 95     | Moskau            | Russland               |
| 2015–2017 | Oko Tower 1                          | 354                         | 354                   | 91     | Moskau            | Russland               |
| 2012–2015 | Mercury City Tower                   | 338                         | 338                   | 75     | Moskau            | Russland               |
| 2012–2012 | The Shard                            | 305,7                       | 310                   | 87     | London            | Vereinigtes Königreich |
| 2010–2012 | Capital City Moscow Tower            | 301,6                       | 301,6                 | 76     | Moskau            | Russland               |
| 2007–2010 | Naberezhnaya Tower C                 | 268,4                       | 268,4                 | 59     | Moskau            | Russland               |
| 2004–2007 | Triumph-Palast                       | 264,3                       | 264,3                 | 54     | Moskau            | Russland               |
| 1997–2004 | Commerzbank Tower                    | 259                         | 300                   | 65     | Frankfurt am Main | Deutschland            |
| 1990–1997 | Messeturm                            | 256,6                       | 256,6                 | 54     | Frankfurt am Main | Deutschland            |
| 1953–1990 | Lomonossow-Universität               | 240,0                       |                       | 36     | Moskau            | Russland               |
| 1952–1953 | Kotelnitscheskaja-Hochhaus           | 176                         |                       | 32     | Moskau            | Russland               |
| 1940–1952 | Torre Piacentini                     | 108                         |                       | 31     | Genua             | Italien                |
| 1911–1940 | Royal Liver Building                 | 98                          |                       | 13     | Liverpool         | Vereinigtes Königreich |
| 1869–1911 | St. Pancras Renaissance London Hotel | 82                          |                       | 9      | London            | Vereinigtes Königreich |

Als erstes Hochhaus Europas im heutigen Sinne wird meist das 43 m hohe, 1898 errichtete Witte Huis in Rotterdam angesehen.

### In Bau befindliche Wolkenkratzer
| Name                         | Höhe bis zum Dach in Metern | Höhe mit Antenne in Metern | Etagen | Baubeginn | Geplante Eröffnung | Stadt             | Land                   |
| ---------------------------- | --------------------------- | -------------------------- | ------ | --------- | ------------------ | ----------------- | ---------------------- |
| Diamond of Istanbul          | 270                         |                            | 61     | 2006      | 2015               | Istanbul          | Türkei                 |
| Elbtower                     | 245                         |                            | 61     | 2021      | 2026               | Hamburg           | Deutschland            |
| Canary Wharf Riverside South | 236                         |                            | 45     | 2009      | Bau gestoppt       | London            | Vereinigtes Königreich |
| Four                         | 228, 172, 120, 100          |                            | 59     | 2019      | 2023               | Frankfurt am Main | Deutschland            |
| Central Business Tower       | 205                         |                            |        | 2022      | 2028               | Frankfurt am Main | Deutschland            |
| Danube Flats                 | 180                         |                            | 48     | 2020      | 2024               | Wien              | Österreich             |
| Estrel Tower                 | 176                         |                            | 45     | 2021      | 2025               | Berlin            | Deutschland            |
| Belgrade Tower               | 168                         |                            | 40     | 2016      | 2022               | Belgrad           | Serbien                |

### Geplante Wolkenkratzer
| Name                        | Höhe bis zum Dach in Metern | Höhe mit Antenne in Metern | Etagen | Stadt             | Land                   |
| --------------------------- | --------------------------- | -------------------------- | ------ | ----------------- | ---------------------- |
| Crystal Island              | 450                         |                            |        | Moskau            | Russland               |
| Rotating Tower              | 400                         |                            | 70     | Moskau            | Russland               |
| Millennium Tower            | 288                         |                            | 97     | Frankfurt am Main | Deutschland            |
| Hermitage Plaza Tour 1      | 323                         |                            | 86     | Courbevoie        | Frankreich             |
| Hermitage Plaza Tour 2      | 323                         |                            | 85     | Courbevoie        | Frankreich             |
| Palazzo della Luce          | 300                         |                            | 60     | Venedig           | Italien                |
| Istanbul Landmark Tower     | 250                         |                            |        | Istanbul          | Türkei                 |
| The Link                    | 244                         |                            | 52     | Puteaux           | Frankreich             |
| Tours Sisters Tour 1        | 229                         |                            | 51     | Courbevoie        | Frankreich             |
| North Quay Tower 1          | 221                         |                            | 40     | London            | Vereinigtes Königreich |
| Aire-Turm                   | 220                         |                            |        | Bonn              | Deutschland            |
| Tour des jardins de l’Arche | 210                         |                            | 54     | Nanterre          | Frankreich             |
| North Quay Tower 3          | 209                         |                            | 38     | London            | Vereinigtes Königreich |
| Wood Wharf Building W07B    | 193                         |                            |        | London            | Vereinigtes Königreich |

## Fernsehtürme
| Nr | Name                           | Land                   | Stadt              | Höhe    |
| -- | ------------------------------ | ---------------------- | ------------------ | ------- |
| 1  | Ostankino-Turm                 | Russland               | Moskau             | 540 m   |
| 2  | Fernsehturm Kiew               | Ukraine                | Kiew               | 385 m   |
| 3  | Gerbrandytoren                 | Niederlande            | Lopik              | 372 m   |
| 4  | Fernsehturm Küçük Çamlıca      | Türkei                 | Istanbul           | 369 m   |
| 5  | Fernsehturm Riga               | Lettland               | Riga               | 368,5 m |
| 6  | Berliner Fernsehturm           | Deutschland            | Berlin             | 368 m   |
| 7  | Europaturm                     | Deutschland            | Frankfurt am Main  | 337,5 m |
| 8  | Fernsehturm Emley Moor         | Vereinigtes Königreich | Emley Moor         | 330 m   |
| 9  | Fernsehturm Vilnius            | Litauen                | Vilnius            | 326 m   |
| 10 | Eiffelturm                     | Frankreich             | Paris              | 324 m   |
| 11 | Fernsehturm Tallinn            | Estland                | Tallinn            | 314 m   |
| 12 | Sendeturm Smilde               | Niederlande            | Smilde             | 303,5 m |
| 13 | Fernsehturm Sint-Pieters-Leeuw | Belgien                | Sint-Pieters-Leeuw | 300 m   |
| 14 | Fernmeldeturm Nürnberg         | Deutschland            | Nürnberg           | 292 m   |
| 15 | Olympiaturm                    | Deutschland            | München            | 291 m   |
| 16 | Sender Düdelingen              | Luxemburg              | Düdelingen         | 285 m   |
| 17 | Telemax                        | Deutschland            | Hannover           | 282,2 m |
| 18 | Heinrich-Hertz-Turm            | Deutschland            | Hamburg            | 279,2 m |
| 19 | Colonius                       | Deutschland            | Köln               | 266 m   |
| 20 | Donauturm                      | Österreich             | Wien               | 252 m   |
| 21 | Fernsehturm Dresden            | Deutschland            | Dresden            | 252 m   |

## Kirchtürme
| Nr | Name                                  | Land         | Stadt        | Höhe    |
| -- | ------------------------------------- | ------------ | ------------ | ------- |
| 1  | Ulmer Münster                         | Deutschland  | Ulm          | 161,5 m |
| 2  | Kölner Dom                            | Deutschland  | Köln         | 157,4 m |
| 3  | Kathedrale von Rouen                  | Frankreich   | Rouen        | 151 m   |
| 4  | St. Nikolai                           | Deutschland  | Hamburg      | 147,3 m |
| 5  | Straßburger Münster                   | Frankreich   | Straßburg    | 142 m   |
| 6  | Basilika der Muttergottes             | Polen        | Licheń Stary | 141,5 m |
| 7  | Stephansdom                           | Österreich   | Wien         | 137 m   |
| 8  | Neuer Dom                             | Österreich   | Linz         | 135 m   |
| 9  | Petersdom                             | Vatikanstadt | Rom          | 133 m   |
| 10 | St.-Petri-Kirche St.-Michaelis-Kirche | Deutschland  | Hamburg      | 132 m   |
| 11 | St. Martin                            | Deutschland  | Landshut     | 130,1 m |

## Achterbahnen (stationär)
| Nr | Name                                   | Land                   | Ort                         | Park                              | Höhe      |
| -- | -------------------------------------- | ---------------------- | --------------------------- | --------------------------------- | --------- |
| 1  | Red Force                              | Spanien                | Salou                       | PortAventura                      | 112 m     |
| 2  | Hyperion                               | Polen                  | Zator                       | Energgylandia                     | 77 m      |
| 3  | Shambhala                              | Spanien                | Salou                       | PortAventura                      | 76 m      |
| 4  | Kärnan Silver Star                     | Deutschland            | Sierksdorf Rust             | Hansa-Park Europa-Park            | 73 m      |
| 5  | The Big One                            | Vereinigtes Königreich | Blackpool                   | Pleasure Beach Resort             | 65 m      |
| 6  | Stealth                                | Vereinigtes Königreich | Chertsey                    | Thorpe Park                       | 63 m      |
| 7  | Colossos                               | Deutschland            | Soltau                      | Heide-Park                        | 60 m      |
| 8  | Stunt Fall                             | Spanien                | San Martín de la Vega       | Parque Warner Madrid              | 58 m      |
| 9  | iSpeed                                 | Italien                | Savio                       | Mirabilandia                      | 55 m      |
| 10 | Expedition GeForce                     | Deutschland            | Haßloch                     | Plopsaland Deutschland            | 53 m      |
| 11 | Jubilee Odyssey                        | Vereinigtes Königreich | Ingoldmells                 | Fantasy Island                    | 51 m      |
| 12 | Katun Superman – La atracción de acero | Italien Spanien        | Savio San Martín de la Vega | Mirabilandia Parque Warner Madrid | 50 m 50 m |

## Abgespannte oder teilabgespannte Sendetürme
| Nr | Name                                         | Land                   | Stadt                           | Höhe    |
| -- | -------------------------------------------- | ---------------------- | ------------------------------- | ------- |
| 1  | Tschaika-Sendemast Inta                      | Russland               | Inta                            | 460 m   |
| 2  | Zentralmast Längstwellensender Imeretinskaja | Russland               | Imeretinskaya                   | 460 m   |
| 3  | Sendemast Gufuskálar                         | Island                 | Hellissandur                    | 412 m   |
| 4  | Belmont-Sendemast                            | Vereinigtes Königreich | Donington on Bain, Lincolnshire | 385 m   |
| 5  | Torreta de Guardamar                         | Spanien                | Guardamar del Segura            | 370 m   |
| 6  | Gerbrandytoren                               | Niederlande            | Lopik                           | 366,8 m |
| 7  | VLF-Sendemast Skelton                        | Vereinigtes Königreich | Skelton                         | 365 m   |
| 8  | Sendemast Ingoy                              | Norwegen               | Ingøy                           | 362 m   |
| 9  | Sendemast Olsztyn-Piecewo                    | Polen                  | Olsztyn                         | 360 m   |
| 10 | Sendemast Tambow                             | Russland               | Tambow                          | 360 m   |
| 11 | Sendemast Donezk                             | Ukraine                | Donezk                          | 360 m   |
| 12 | Sendemast Nowosokolniki                      | Russland               | Nowosokolniki                   | 360 m   |
| 13 | Sendemast Zehlendorf                         | Deutschland            | Zehlendorf bei Oranienburg      | 359,7 m |
| 14 | Sendemast Kosztowy                           | Polen                  | Kosztowy                        | 355 m   |
| 15 | Sendemasten Liblice                          | Tschechien             | Liblice                         | 355 m   |
| 16 | Sendemast Strășeni                           | Moldau                 | Strășeni                        | 355 m   |
| 17 | Sendemast Lipetsk                            | Russland               | Lipezk                          | 354,6 m |
| 18 | Sendeturm Winnyzja                           | Ukraine                | Winnyzja                        | 354 m   |
| 19 | Langwellensendemast Sosnowi                  | Belarus                | Sosnowi                         | 353,5 m |
| 20 | Sendemasten DHO38                            | Deutschland            | Saterland-Ramsloh               | 352,8 m |
| 21 | Sendemasten Allouis                          | Frankreich             | Allouis                         | 350 m   |
| 22 | Sendemasten HWU                              | Frankreich             | Rosnay                          | 350 m   |
| 24 | Sendemast Mosolowo                           | Russland               | Mosolowo                        | 350 m   |
| 25 | Sendemast Kolodischi                         | Belarus                | Minsk                           | 350 m   |
| 26 | Sendemast Lipin Bor                          | Russland               | Lipin Bor                       | 350 m   |
| 27 | Sendemast Selischarowo                       | Russland               | Selischarowo                    | 350 m   |
| 28 | Sendemast Pinerowka                          | Russland               | Pinerowka                       | 350 m   |
| 29 | Sendemast Jerschow                           | Russland               | Jerschow                        | 350 m   |
| 30 | Sendemast Uschachi                           | Belarus                | Uschachi                        | 350 m   |
| 31 | Sendemast Tula                               | Russland               | Tula                            | 350 m   |
| 32 | Sendemast Rodniki                            | Russland               | Rodniki                         | 350 m   |
| 33 | Sendemast Nowobikowo                         | Russland               | Russland                        | 350 m   |
| 34 | Sendemast Wolga                              | Russland               | Rybinsk                         | 350 m   |
| 35 | Sendemast Kanewskaja                         | Russland               | Kanewskaja                      | 350 m   |
| 36 | Sendemast Stawropol                          | Russland               | Stawropol                       | 350 m   |
| 37 | Sendemast Ust-Kalmanka                       | Russland               | Ust-Kalmanka                    | 350 m   |
| 38 | Sendemast Liwny                              | Russland               | Liwny                           | 350 m   |
| 39 | Sendemast Sowetski                           | Russland               | Sowetski                        | 350 m   |
| 40 | Sendemast Smogiri                            | Russland               | Smolensk                        | 350 m   |
| 41 | Sendemast Waraksino                          | Russland               | Ischewsk                        | 350 m   |
| 42 | Sendemast Ziwilsk                            | Russland               | Ziwilsk                         | 350 m   |
| 43 | Sendemast Tambow                             | Russland               | Tambow                          | 350 m   |
| 44 | Sendemast Galitsch                           | Russland               | Galitsch                        | 350 m   |
| 45 | Sendemast Bely Jar                           | Russland               | Bely Jar (bei Surgut)           | 350 m   |
| 46 | Sendemast Polykowischi                       | Belarus                | Mahiljou/Polykowischi           | 350 m   |
| 47 | Sendemast Nowaja Strascha                    | Belarus                | Slonim                          | 350 m   |
| 48 | Sendemast Smetanitschi                       | Belarus                | Smetanitschi                    | 350 m   |

## Schornsteine
| Nr | Name                                | Land      | Stadt     | Höhe    |
| -- | ----------------------------------- | --------- | --------- | ------- |
| 1  | Schornstein von Trbovlje            | Slowenien | Trbovlje  | 360 m   |
| 2  | Endesa Termic                       | Spanien   | A Coruña  | 356 m   |
| 3  | Schornstein der Phoenix-Kupferhütte | Rumänien  | Baia Mare | 351,5 m |
| 4  | Kraftwerk Plomin                    | Kroatien  | Plomin    | 340 m   |

## Industriegebäude
Höhe bis zum Dach. Schornsteine werden nur berücksichtigt, wenn sie integraler Bestandteil des Gebäudes sind.
| Name                                           | Land        | Ort                  | Höhe (Meter) | fertiggestellt | Anmerkung                                                    |
| ---------------------------------------------- | ----------- | -------------------- | ------------ | -------------- | ------------------------------------------------------------ |
| TE Rijeka                                      | Kroatien    | Bakar                | 250          | 1978           | Höhe einschließlich Schornstein auf dem Dach                 |
| Stadtwerketurm                                 | Deutschland | Duisburg             | 200          | 1974           | Höhe einschließlich Schornstein auf dem Dach, Dachhöhe: 65 m |
| Kraftwerk Irsching                             | Deutschland | Vohburg an der Donau | 200          | 1974           | Höhe einschließlich Schornsteine auf dem Dach                |
| Kraftwerk Grevenbroich-Neurath                 | Deutschland | Neurath              | 173          | 2010           |                                                              |
| Kesselhaus, Block K des Kraftwerk Niederaussem | Deutschland | Bergheim             | 172          | 2002           |                                                              |
| Kraftwerk Schwarze Pumpe                       | Deutschland | Spremberg            | 161          | 1998           |                                                              |
| Kraftwerk Marbach III                          | Deutschland | Marbach              | 160          | 1974           | Höhe einschließlich Schornstein auf dem Dach                 |
| Kraftwerk Plauen                               | Deutschland | Plauen               | 171,7        |                |                                                              |

## Rekordhalter/außergewöhnliche Türme
| Name                                            | Land        | Stadt               | Höhe    | Rekord/Einzigartigkeit |
| ----------------------------------------------- | ----------- | ------------------- | ------- | --- |
| Höchster Pfeiler des Viaduc de Millau           | Frankreich  | Millau              | 343 m   | Höchste und längste Schrägseilbrücke der Welt |
| Naturstromspeicher Gaildorf                     | Deutschland | Gaildorf            | 246,5 m | Höchste Windkraftanlagen der Welt |
| Thyssenkrupp Testturm                           | Deutschland | Rottweil            | 246 m   | Europaweit höchster Turm zum Testen von Fahrstuhlanlagen, höchstes Bauwerk mit Textilfassade, erstes Bauwerk, das aktiv in Schwingungen versetzt werden kann. Außerdem die höchste Besucherplattform Deutschlands. |
| Tragmast Elbekreuzung 2                         | Deutschland | Stade               | 227 m   | Höchste Freileitungsmasten Europas |
| Schelde-Freileitungskreuzung Doel               | Belgien     | Antwerpen           | 170 m   | Freileitungsmast auf Caisson |
| Mole Antonelliana                               | Italien     | Turin               | 167,5 m | Höchstes Ziegelsteingebäude der Welt. |
| Berliner Funkturm                               | Deutschland | Berlin              | 150 m   | Einziger Aussichtsturm, der auf Isolatoren steht |
| Fallturm Bremen                                 | Deutschland | Bremen              | 144 m   | Einziger Fallturm in Europa |
| Henninger-Turm                                  | Deutschland | Frankfurt am Main   | 120 m   | Höchstes Getreidesilo der Welt (seit 2002 unbenutzt). Einziges Getreidesilo mit Aussichtsplattform |
| Sendeturm Gleiwitz                              | Polen       | Gleiwitz            | 118 m   | Höchster existierender Holzturm der Welt |
| Getreidesilo Schapfenmühle                      | Deutschland | Ulm                 | 114,8 m | Höchstes benutztes Getreidesilo der Welt. Inklusive Antennenmast 125 m. |
| Torre Jaume I                                   | Spanien     | Barcelona           | 106 m   | Höchste Seilbahnstütze der Welt mit Passagierausstieg |
| Aussichtsturm Pyramidenkogel                    | Österreich  | Keutschach am See   | 100 m   | Höchster Holzaussichtsturm (Plattform auf 70 m) |
| Fernmeldeturm Großer Feldberg                   | Deutschland | Schmitten im Taunus | ~83 m   | Einziger Fernmeldeturm, dessen oberste Stockwerke aus Holz ohne Metallteile bestehen |
| Freileitungsmast beim Heizkraftwerk Reuter West | Deutschland | Berlin              | 66 m    | Höchster Betonmast (Ortsbeton) Europas |
| Freileitungsmast 310 Littau                     | Schweiz     | Littau              | 59,5 m  | Höchster Schleuderbetonmast der Welt |

## Nicht mehr existent
Eine Auflistung einiger bemerkenswerter sehr hoher Bauwerke, die nicht mehr existieren.
| Nr | Name                                           | Land                   | Stadt                | Höhe    | Bemerkung |
| -- | ---------------------------------------------- | ---------------------- | -------------------- | ------- | --- |
| 1  | Sendemast Konstantynów                         | Polen                  | Gąbin                | 646,4 m | Abgespannter Stahlfachwerkmast, gegen Erde isoliert, Langwellensender, erbaut 1974, stürzte am 8. August 1991 beim Austausch der Abspannseile ein                                             |
| 2  | Sender Emley Moor                              | Vereinigtes Königreich | Emley Moor           | 385 m   | Abgespannter Stahlrohrmast, FM-/TV-Sender, erbaut 1964, am 19. März 1969 eingestürzt, Ersatz durch einen 330 Meter hohen Betonturm                                                            |
| 3  | Sender Donebach                                | Deutschland            | Donebach             | 363 m   | Abgespannter, geerdeter Stahlfachwerkmast, Langwellensender, erbaut 1967, gesprengt am 2. März 2018                                                                                           |
| 4  | Richtfunkanlage Berlin-Frohnau                 | Deutschland            | Berlin               | 359 m   | Abgespannter Stahlfachwerkmast, Richtfunk, erbaut 1979, gesprengt am 8. Februar 2009 |
| 5  | Alter Langwellensendemast Zehlendorf           | Deutschland            | Oranienburg          | 351 m   | Abgespannter, geerdeter Stahlfachwerkmast, Träger einer Reusenantenne für einen Langwellensender (Frequenz: 177 kHz), erbaut 1962, wurde am 18. Mai 1978 bei einer Flugzeugkollision zerstört |
| 6  | Sendeanlage SL3                                | Deutschland            | Burg (bei Magdeburg) | 350 m   | Abgespannter Stahlfachwerkmast, Langwellensender, erbaut 1968, am 18. Februar 1976 eingestürzt                                                                                                |
| 7  | Sendemast Grigoriopol                          | Moldau                 | Grigoriopol          | 350 m   | Abgespannter Stahlfachwerkmast, MW-Sender, erbaut 1975, 1997 eingestürzt |
| 8  | Deutschlandsender III                          | Deutschland            | Herzberg (Elster)    | 337 m   | Langwellenrundfunksender, erbaut 1935, 1945 bei einem Bombenangriff stark beschädigt, vollständige Demontage bis 1947                                                                         |
| 9  | Stahlbetonschornstein des Kraftwerk Westerholt | Deutschland            | Gelsenkirchen        | 300 m   | Erbaut 1981, Sprengung 2006 |
| 10 | Sendeanlage Bisamberg Nordmast                 | Österreich             | Wien                 | 265 m   | Erbaut 1956, Sprengung 24. Februar 2010 |
| 11 | Mittelturm Königs Wusterhausen                 | Deutschland            | Königs Wusterhausen  | 243 m   | Stahlfachwerkturm, gegen Erde isoliert, erbaut 1925, stürzte am 15. November 1972 ein |
| 12 | Holzsendeturm Mühlacker                        | Deutschland            | Mühlacker            | 190 m   | Am 6. April 1945 gesprengt |
| 13 | Kühlturm des Kernkraftwerk THTR-300            | Deutschland            | Schmehausen          | 180 m   | Am 10. September 1991 gesprengt |
| 14 | New Brighton Tower                             | Vereinigtes Königreich | Wallasey             | 173 m   | Stahlfachwerkturm, Aussichtsturm, erbaut 1900, 1919–1921 abgetragen |
| 15 | Odinstårnet                                    | Dänemark               | Odense               | 171 m   | Stahlfachwerkturm, Aussichtsturm, erbaut 1935, am 14. Dezember 1944 gesprengt |
| 16 | Holzsendeturm Ismaning                         | Deutschland            | Ismaning             | 163 m   | Erbaut 1934, am 16. März 1983 gesprengt |

## Bauwerke nach Staat und Stadt
Im folgenden Teillisten nach Staat und Stadt, insbesondere von Hochhäusern.
- Belgien:
  - Liste der höchsten Gebäude in Belgien
  - Liste der Hochhäuser in Brüssel
- Deutschland:
  - Liste der höchsten Gebäude in Deutschland mit einem Abschnitt über die Gebäude nach Stadt.
  - Liste der Hochhäuser in Frankfurt am Main.
  - Bankenviertel, das Hochhausviertel in Frankfurt am Main.
- Frankreich:
  - Liste der Hochhäuser in Paris.
  - Liste der Hochhäuser in La Défense, das Hochhausviertel westlich von Paris.
  - Liste der Hochhäuser in der Île-de-France (umfasst gesamte Hauptstadtregion Paris und Vorstädte)
- Großbritannien:
  - Liste der höchsten Bauwerke in London.
  - Canary Wharf, das Hochhausviertel in den Londoner Docklands.
  - City of London, das historische Finanzviertel von London.
- Island
  - Liste der höchsten Bauwerke in Island
- Italien
  - Liste der Hochhäuser in Italien
  - Liste der Hochhäuser in Mailand
- Lettland
  - Liste der höchsten Bauwerke in Riga
- Niederlande
  - Liste der höchsten Gebäude in den Niederlanden
- Österreich:
  - Liste der höchsten Bauwerke in Österreich.
  - Liste der höchsten Bauwerke in Wien.
- Polen:
  - Liste der Hochhäuser in Warschau.
- Russland:
  - Liste der höchsten Gebäude in Moskau
  - Moskau City, das Moskauer Hochhausviertel.
- Spanien:
  - Cuatro Torres Business Area, das Hochhausviertel in Madrid mit den vier höchsten Gebäuden der Stadt.
  - AZCA, ein Hochhausviertel in der nördlichen Innenstadt von Madrid.
- Türkei:
  - Liste der höchsten Gebäude der Türkei.
  - Liste der Hochhäuser in Istanbul.